# Oparanthus coriaceus
Oparanthus coriaceus là một loài thực vật có hoa thuộc họ Asteraceae.
Loài này chỉ có ở Polynésie thuộc Pháp.